# Watersley Ladies Challenge

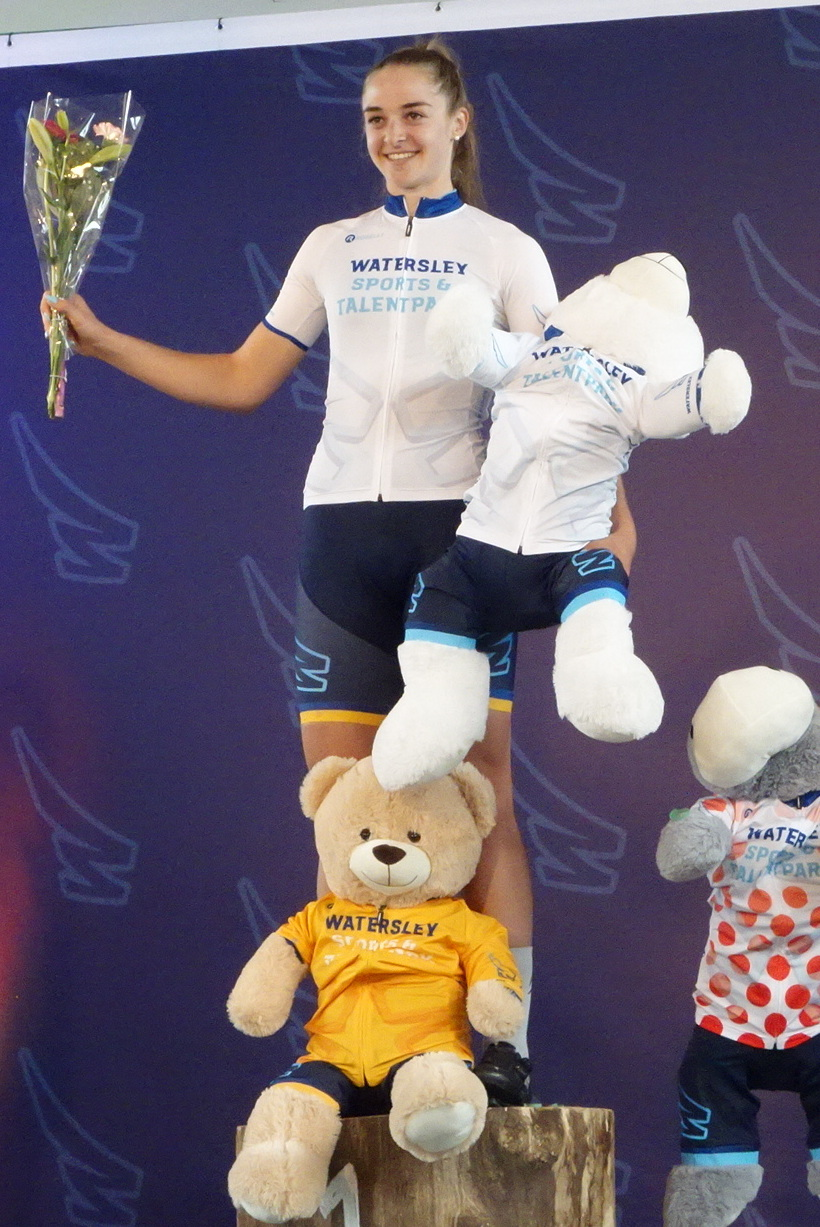
Marith Vanhove won de editie van 2020.

De Watersley Ladies Challenge is een meerdaagse wielerkoers voor vrouwen junioren in de Nederlandse provincie Limburg die vanaf 2018 jaarlijks wordt verreden in augustus of september. De wedstrijd wordt verreden in drie etappes, waaronder een tijdrit, rondom het Watersley Sports & Talentpark en het Tom Dumoulin Bike Park in Sittard-Geleen. De eerste editie in 2018 werd gewonnen door Pfeiffer Georgi, nadat ze de eerste etappe ook wist te winnen. Vanaf 2019 maakt de wedstrijd deel uit van de internationale Junior Nations Cup. Enkel de editie van 2020 werd vanwege de coronapandemie niet verreden als onderdeel van de Nations Cup, maar als nationale wedstrijd.

## Erelijst
| Jaar | Goud                | Zilver               | Brons            |
| ---- | ------------------- | -------------------- | ---------------- |
| 2018 | Pfeiffer Georgi     | Rozemarijn Ammerlaan | Anna Docherty    |
| 2019 | Wilma Olausson      | Shirin van Anrooij   | Anna Shackley    |
| 2020 | Marith Vanhove      | Julie De Wilde       | Anniina Ahtosalo |
| 2021 | Flora Perkins       | Makayla MacPherson   | Linda Riedmann   |
| 2022 | Zoe Bäckstedt       | Julia Kopecký        | Justyna Czapla   |
| 2023 | Federica Venturelli | Fleur Moors          | Carys Lloyd      |
| 2024 | Paula Ostiz         | Puck Langenbarg      | Esther Wong      |
| 2025 | Paula Ostiz         | Maria Okrucińska     | Abigail Miller   |

Overwinningen per land
| Overwinningen | Land                   |
| ------------- | ---------------------- |
| 3             | Verenigd Koninkrijk    |
| 2             | Spanje                 |
| 1             | België, Italië, Zweden |